# If du Canada
Taxus canadensis
Espèce
Classification phylogénétique
Statut de conservation UICN

 LC  : Préoccupation mineure
L'if du Canada, également appelé buis de sapin ou sapin traînard (Taxus canadensis) est un arbuste à croissante lente, à port bas et étalé des forêts du nord-est de l'Amérique du Nord. Il fait partie de la famille des Taxacées.

## Description
L'if du Canada est un arbuste ne dépassant pas 2 mètres de haut dans les formes les plus redressées. Ses branches portent des aiguilles aplaties et mucronées, qui font 10 à 20 mm de longueur par 2 mm de large. Le « fruit » de l'if, se distingue des cônes des conifères par son enveloppe charnue d'une teinte rouge écarlate à maturité. Cette enveloppe se nomme arille, et elle contient une graine noire. Le « fruit » mesure environ 1 cm de diamètre et a une saveur résineuse.

## Répartition et habitat

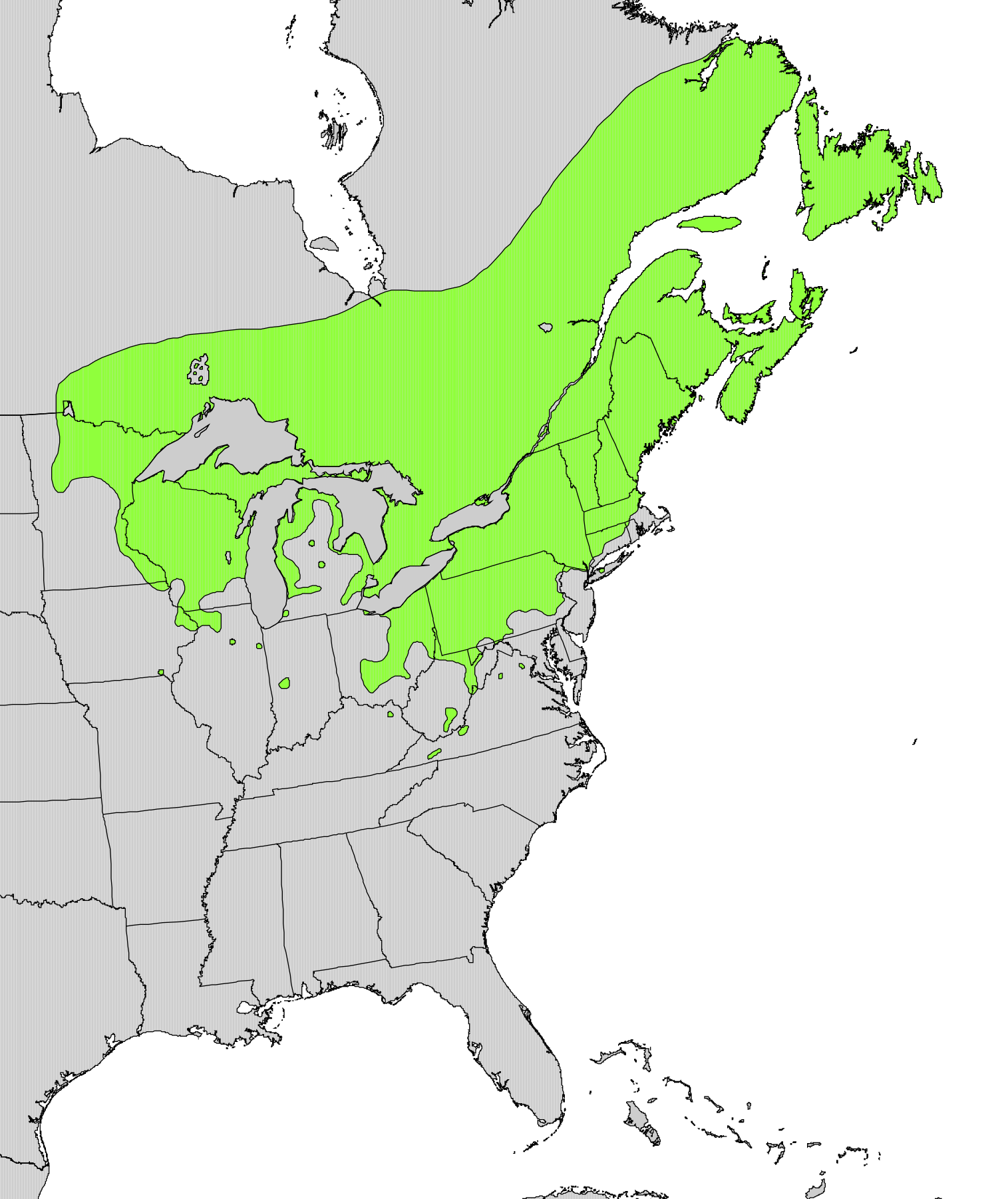
Aire de répartition de l'if du Canada, selon Little 1971.

Il existe peu de relevés précis concernant la répartition et l'abondance de l'if du Canada. L'espèce était considérée commune dans son aire de répartition, qui apparaît sur la figure ci-contre. Toutefois, depuis le début du XXe siècle, son abondance semble avoir beaucoup diminué. Ce déclin est attribué au broutage intensif par des ongulés comme le cerf de Virginie (Odocoileus virginianus) et l'orignal (Alces alces), aux feux, à l'aménagement des forêts et au défrichage.

## Utilisation
La croissance très lente et ses anneaux de croissances très rapprochés le fait figurer parmi les espèces convoitées pour la fabrication d'arc par les Amérindiens[réf. nécessaire]. Malheureusement, il est difficile d'en trouver d'une grandeur suffisante (2 mètres) pour la fabrication d'un arc.
Contrairement à la plupart des autres résineux indigènes, il n'est pas exploité pour son bois ou sa pulpe, de sorte que sa biologie et son écologie n'ont pas été étudiées en profondeur.
Cependant, l’if du Canada suscite de plus en plus d’intérêt au Canada pour ses applications dans la lutte contre certains cancers. Il contient des taxanes, composés ayant une influence sur les microtubules. Le paclitaxel, plus connu sous le nom commercial Taxol, en est un exemple.

## Toxicité
L'if du Canada, comme les autres espèces de Taxus, contient du paclitaxel et ses dérivés, des agents antimitotiques conférant à l'arbuste une forte toxicité.